# توتالان
بلدية توتالان (بالإسبانية: Totalán) هي بلدية تقع في مقاطعة مالقة التابعة لمنطقة أندلوسيا جنوب إسبانيا.

## الديموغرافيا
بلغ عدد سكان بلدية توتالان 768 نسمة عام 2011 (وفقاً للمعهد الوطني الإسباني للإحصاء).
| 609 | 613 | 628 | 699 | 704 | 722 | 768 |

## أعلام
- أليسيا فوينتيس